# Tricentrus projectus
Tricentrus projectus är en insektsart som beskrevs av William Lucas Distant 1908. Tricentrus projectus ingår i släktet Tricentrus och familjen hornstritar. Inga underarter finns listade i Catalogue of Life.